# SKELETONICS
SKELETONICS（スケルトニクス）とは、株式会社ロボットライドが製造・販売を手掛ける三次元の閉リンク構造などで構成された巨大外骨格デバイスの名称。

## 概要
スケルトニクスは、手・腕・足などの装着部位の動きに追従して動く「拡大リンク機構」を用いて、「人体を拡張」するギアである。装着者を覆う形でユニットが配置され、内部に乗り込み、腕・手・指先・背中・腰・足を接続することで外骨格の操作が可能となっている。最初期は、阿嘉倫大の設計による端材を使った片腕のプロトタイプにより検証を行い、全身が操作可能なモデルを開発した。
一見スケルトニクス本体の操作は難しく見えるが、外骨格は三次元の閉リンク構造により装着者の動きに連動するため、操作性は高い。また、スケルトニクス本体には、多数のリンク機構が搭載されており、精密な動きも可能となっている。一般的なパワードスーツとは異なり、スケルトニクス本体には電力は搭載されておらず、人力での操作を行う。本体サイズは、全高約3メートル、重量は約40キログラム。
社名・製品名となっているスケルトニクスの語源は、"Skeleton"（骨格）と"Mechanics"（構造）を組み合わせた造語である。受賞歴として、グッドデザイン賞、文化庁メディア芸術祭審査委員会推薦、Todai to Texas Project SWSXがある。
　最初期は、沖縄高専卒業メンバーの課外活動として運営されていたが、2013年にスケルトニクス株式会社を設立し法人化。2021年10月に株式会社ロボットライドに事業が譲渡され現在に至る。

## 製品
スケルトニクス・初号機 SK-001
スケルトニクスとして発表した最初の外骨格。
スケルトニクス・リメイク SK-002
初号機モデルをチューンナップした外骨格。白と黒の２色が存在する。
スケルトニクス・プラクティス SK-004
市販型の外骨格。初号機よりも機能やデザインが洗練され、搭乗時の負担も軽減。初号機に比べ、搭乗可能時間が6倍となった。
MPS-15sk "Multi"
造形作家の池内啓人とのマッシュアップにより作られた外骨格。コンセプトは「メイドの機能拡張」。
スケルトニクス・アライブ SK-005
よりさまざまな操作が可能になった外骨格。上半身と下半身の同時接続で詳細な動作が可能になったが、搭乗負担もさらに軽減。搭乗可能時間は1時間を超える。